# Blaine (Washington)
Blaine je grad u američkoj saveznoj državi Washington. Prema popisu stanovništva iz 2010. u njemu je živjelo 4.684 stanovnika.